# Liste der Naturdenkmale in Quitzdorf am See
Die Liste der Naturdenkmale in Quitzdorf am See umfasst Naturdenkmale der sächsischen Gemeinde Quitzdorf am See.

## Definition
„Naturdenkmäler sind rechtsverbindlich festgesetzte Einzelschöpfungen der Natur oder entsprechende Flächen bis zu fünf Hektar, deren besonderer Schutz erforderlich ist
1. aus wissenschaftlichen, naturgeschichtlichen oder landeskundlichen Gründen oder
2. wegen ihrer Seltenheit, Eigenart oder Schönheit.“

„§ 18 – Naturdenkmäler – (zu § 28 BNatSchG)
(1) Die Erklärung nach § 22 Abs. 1 BNatSchG von Teilen von Natur und Landschaft als Naturdenkmal erfolgt durch Rechtsverordnung oder Einzelanordnung.
(2) Über § 28 Abs. 1 BNatSchG hinaus können Naturdenkmäler zur Sicherung von Lebensgemeinschaften oder Lebensstätten von im Bestand gefährdeten oder streng geschützten Arten festgesetzt werden.“

## Liste
Diese Auflistung unterscheidet zwischen Flächennaturdenkmalen (FND) mit einer Fläche bis zu 5 ha (bei Verordnung nach DDR-Recht auch mehr) und Einzel-Naturdenkmalen (ND).
Link zu einem Kartenansichtstool, um Koordinaten zu setzen.
| Bild                          | Bezeichnung                                            | Lage                               | Beschreibung  | Datum | Nummer |
| ----------------------------- | ------------------------------------------------------ | ---------------------------------- | ------------- | ----- | ------ |
| BW                            | Steinbruch Pansberg                                    | (51° 18′ 28″ N, 14° 44′ 8,4″ O)    | ND            |       |        |
| BW                            | Quarzit im Steinbruch Horscha                          | (51° 18′ 2,9″ N, 14° 44′ 42″ O)    | ND            |       |        |
| BW                            | Niederteich                                            | (51° 19′ 39,5″ N, 14° 44′ 32″ O)   | FND (28,1 ha) |       |        |
| BW                            | Kuppe des Kollmer Gemeindeberges (Bruch)               | (51° 16′ 44″ N, 14° 43′ 9″ O)      | FND (5,8 ha)  |       |        |
| BW                            | Südlicher Basaltbruch bei Sproitz                      | (51° 17′ 26,1″ N, 14° 45′ 42,4″ O) | ND            |       |        |
| BW                            | Hagerkuppe des Ostgipfels auf dem Kollmer Gemeindeberg | (51° 16′ 46,9″ N, 14° 43′ 21,3″ O) | ND            |       |        |
| mehr Fotos \| Fotos hochladen | Vogelschutzinsel Talsperre Quitzdorf                   | (51° 16′ 10,9″ N, 14° 45′ 49,4″ O) | FND (1,6 ha)  |       |        |
| BW                            | Insekten-FND Basalthalde Sproitz                       | (51° 17′ 33,9″ N, 14° 45′ 30,8″ O) | FND (3,4 ha)  |       |        |
| BW                            | Krebaer Teich                                          | (51° 19′ 17,5″ N, 14° 44′ 13,1″ O) | FND (34,7 ha) |       |        |
| mehr Fotos \| Fotos hochladen | Quitzdorfer Insel                                      | (51° 16′ 28,2″ N, 14° 45′ 37,3″ O) | FND (1,5 ha)  |       |        |
| BW                            | 3 Tongrubenlöcher mit Wasser gefüllt an der Ziegelei   | (51° 18′ 39,8″ N, 14° 44′ 48,7″ O) | FND (0,5 ha)  |       |        |
| BW                            | Ameisenkolonie Petershainer Berg                       | (51° 18′ 27″ N, 14° 45′ 12,7″ O)   | FND (0,9 ha)  |       |        |